# 国立公文書館法
国立公文書館法（こくりつこうぶんしょかんほう、平成11年6月23日法律第79号）は、公文書館法の精神にのっとり、独立行政法人国立公文書館の名称、目的、業務の範囲、国の機関の保管に係る公文書等の保存のために必要な措置等を定めることにより、国立公文書館または国の機関の保管に係る歴史資料として重要な公文書等の適切な保存および利用に資することに関する法律である。
1999年6月23日に公布された。

## 構成
- 第一章　総則（第1条・第2条）
- 第二章　独立行政法人国立公文書館
  - 第一節　通則（第3条―第7条）
  - 第二節　役員（第8条―第10条）
  - 第三節　業務等（第11条・第12条）
  - 第四節　雑則（第13条）
  - 第五節　罰則（第14条）
- 附則